# Volokolamsky (huyện)
Huyện Volokolamsky (tiếng Nga: ? райо́н) là một huyện hành chính tự quản (raion), của Tỉnh Moskva, Nga. Huyện có diện tích 1684 km², dân số thời điểm ngày 1 tháng 1 năm 2000 là 34800 người. Trung tâm của huyện đóng ở Volokolamsk.